# Softphone
Um softphone é um programa de software para fazer chamadas telefônicas pela Internet usando um computador de uso geral em vez de hardware dedicado. O softphone pode ser instalado em um equipamento como um desktop, dispositivo móvel ou outro computador e permite que o usuário faça e receba chamadas sem precisar de um aparelho telefônico real. Muitas vezes, um softphone é projetado para se comportar como um telefone tradicional, às vezes aparecendo como uma imagem de um aparelho com um painel de exibição e botões com os quais o usuário pode interagir. Um softphone é normalmente usado com um fone de ouvido conectado à placa de som do PC ou com um telefone USB .

## Aplicações
Ver Comparação de software VoIP

## Protocolos de comunicação
Para comunicar, ambos os pontos terminais devem suportar o mesmo protocolo de voz sobre IP e, pelo menos, um codec de áudio comum.
Muitos provedores de serviços usam o Protocolo de Iniciação de Sessão (SIP) padronizado pela Internet Engineering Task Force (IETF). O Skype, um serviço popular, usa protocolos proprietários, e o Google Talk aproveitou o Extensible Messaging and Presence Protocol (XMPP).

Alguns softphones também suportam o protocolo Inter-Asterisk eXchange (IAX), um protocolo suportado pela aplicação de software de código aberto Asterisk.

## Características
Um softphone típico tem todos os recursos de telefonia padrão (DND, Mudo, DTMF, Flash, Espera, Transferência etc.) e, muitas vezes, recursos adicionais típicos de mensagens on-line, como indicação de presença do usuário, vídeo e áudio de banda larga. Os softphones fornecem uma variedade de codecs de áudio; um conjunto mínimo típico é G.711 e G.729.

## Requisitos
Para fazer chamadas de voz pela Internet, um usuário normalmente precisa do seguinte:
- Um PC moderno com microfone e alto-falante, ou com fone de ouvido ou telefone USB.
- Conectividade confiável de Internet de alta velocidade, como linha de assinante digital (DSL) ou serviço a cabo.
- Tenha uma conta com um provedor de serviços de telefonia pela Internet ou um provedor de PABX IP .
- Telefone celular ou fixo.